# Herman Verbeek

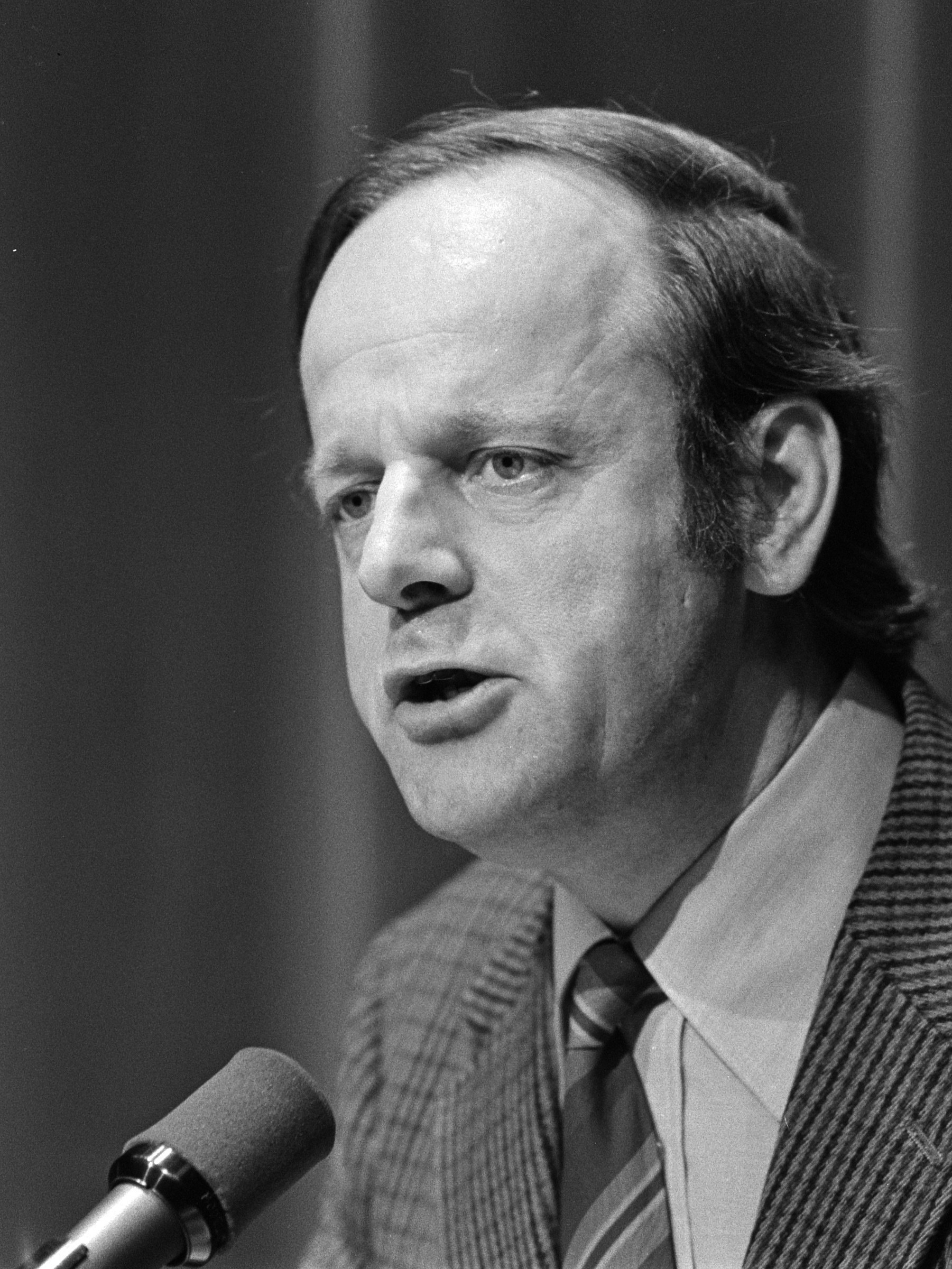
Herman Verbeek (1980)

Herman Verbeek (* 17. Mai 1936 in Groningen; † 1. Februar 2013 ebenda) war ein niederländischer Politiker bis 1990 bei der Partei Politieke Partij Radikalen (PPR) und ab 1993 für De Groenen und daneben römisch-katholischer Priester.

## Leben
Nach seiner Schulzeit studierte Verbeek römisch-katholische Theologie. Nach dem Ende seines Studiums wurde er 1963 zum Priester geweiht und war ab 1968 als katholischer Priester im Bistum Groningen in Joure tätig.
Verbeek wurde politisch tätig und Mitglied in der Partei Politieke Partij Radikalen (PPR) in Groningen. Von 1977 bis 1981 war er Landesparteivorsitzender der PPR. 1984 wurde Verbeek für die PPR Mitglied des 2. Europäischen Parlaments. 1986 verließ er das Europaparlament zugunsten von Nel van Dijk. 1989 wurde er erneut in das Europaparlament gewählt, wo er bis 1994 Abgeordneter blieb. 1994 war er Spitzenkandidat für De Groenen bei der Wahl des Europaparlaments. Er wurde aber nicht gewählt. Verbeek schrieb mehrere Bücher.

## Bücher (Auswahl)
- Getijden (deutsch Gezeiten)[1]
- De Man op de Ster (dt. Der Mann auf dem Stern)
- Tegen de Tijdgeest (dt. Gegen den Zeitgeist)
- Economie als Wereldoorlog
- Liedboek van de Ziel